# 藤原俊家
藤原 俊家（ふじわら の としいえ）は、平安時代中期から後期にかけての公卿・歌人。藤原北家御堂流、右大臣・藤原頼宗の次男。官位は正二位・右大臣。大宮右大臣と号す。中御門流の祖で、子孫からは中御門家（松木家）・持明院家を始め、9家の堂上家（羽林家）を出した。

## 経歴
後一条朝の長元4年（1031年）元服と同時に従五位上に直叙され、まもなく侍従に任官。右近衛少/中将を経て、長元8年（1035年）蔵人頭（頭中将）に補せられる。しかし、長元9年（1036年）正月に随身に命じて同僚の蔵人頭・藤原経輔の随身を弓や松明で殴打させたため、蔵人頭を解任され殿上籍も除かれた。4月に蔵人頭に復職後、まもなく後朱雀天皇が践祚するが、俊家は引き続き蔵人頭に再任されている。同年11月の大嘗会に際して正四位下に叙せられると、長暦2年（1038年）従三位・参議に叙任され公卿に列した。
議政官の傍らで、備後権守・伊予権守といった地方官や、短期間ながら大蔵卿を兼帯する一方で、長暦3年（1039年）正三位、長久2年（1041年）従二位と昇進している。
後冷泉朝の永承3年（1048年）権中納言に昇任されると、翌永承4年（1049年）父・頼宗の譲りにより正二位に昇叙されるが、しばらく兼官を帯びることはなかった。権中納言昇任後10年以上を経た康平3年（1060年）ようやく右衛門督を兼ね、康平7年（1064年）には検非違使別当も兼帯している。
康平8年（1065年）父の右大臣・藤原頼宗が没するがこれを受けた人事異動が行われ、俊家は権大納言に昇進し、民部卿を兼ねた。その後、後三条朝末から白河朝初頭にかけて、関白を務めた藤原頼通・教通兄弟や右大臣・源師房が没して大臣のポストが空く。しかし、藤原師実（頼通の子）が関白を承継したことを不満に出仕を止めてしまった内大臣・藤原信長（教通の子）を昇進させるわけにいかず、人事が滞って俊家も権大納言に長く留められた。
承暦4年（1080年）白河天皇と関白・藤原師実によって、藤原信長を名誉職の太政大臣に祭り上げる人事異動が行われ、俊家は15年ぶりに昇進して右大臣に就任した。永保2年（1082年）10月2日に病気により出家し薨去。享年64。最終官位は右大臣正二位。

## 伝承
よく通る声で、歌を詠いあげるのがうまかったとされ、その声に誘われて多政方という舞の名人と阿吽の呼吸で舞い踊ったという（『古今著聞集』）。
能楽の「佐保山」の由来は、藤原俊家の一行が春日大社に参詣した際に佐保山の上に白雲のような物を見つける。その白い物は衣で、その衣をさらしていた女性にその謂われを尋ねると、和歌にも詠まれている特別な衣だと答え、奈良の山々や景色、その山神の神徳と君が代の万歳をことほぎ、神祭りを見せようと姿を消す。そして佐保山の姫が現われ神楽を奏したということにある。

## 官歴
注記のないものは『公卿補任』による。
- 長元4年（1031年） 10月17日：従五位上（元服日）。12月26日[1]：侍従
- 長元5年（1032年） 正月6日：正五位下（脩子内親王御給）。2月8日：右近衛少将
- 長元6年（1033年） 正月5日：従四位下（齋院御給）
- 長元7年（1034年） 正月29日：兼近江権介。12月8日：右近衛中将
- 長元8年（1035年） 正月30日：兼備後権守[2]。10月17日：蔵人頭（頭中将）
- 長元9年（1036年） 正月3日：除殿上籍（令隨身殴損藤原経輔隨身）[3]。4月6日：復本職[3]。4月17日：蔵人頭（新帝）。7月14日：従四位上（中将労、御即位）[2]。11月16日：正四位下（大嘗会）[2]
- 長暦2年（1038年） 正月29日：兼備後権守（再任）?[2]。6月27日：参議、権守如元。12月21日：従三位（父譲、春日行幸行事賞）
- 長暦3年（1039年） 正月25日：正三位（教通譲）
- 長久2年（1041年） 8月27日：従二位（大原野松尾行幸行事賞、超重尹兼経等）
- 長久4年（1043年） 9月19日：兼大蔵卿
- 長久5年（1044年） 正月30日：兼伊予権守。3月10日：辞卿
- 永承3年（1048年）12月7日：権中納言
- 永承4年（1049年） 2月5日：正二位（父譲、坊官賞）。7月22日：遇祖母喪。12月：勅授
- 康平3年（1060年） 12月16日：兼右衛門督
- 康平4年（1061年） 12月8日：兼左衛門督
- 康平7年（1064年） 12月20日：兼検非違使別当
- 康平8年（1065年） 2月3日：遇父喪。6月3日：権大納言。12月8日：兼民部卿
- 承保3年（1076年） 正月22日：兼按察使
- 承暦4年（1080年） 8月14日：右大臣
- 永保2年（1082年） 10月2日：出家（依病）、薨去

## 系譜
- 父：藤原頼宗
- 母：藤原伊周の娘
- 妻：源隆国の娘
  - 次男：藤原宗俊（1046-1097） - 中御門家（松木家）祖
  - 三男：藤原師兼（1048-1076）
- 妻：高階順業の娘
  - 四男：藤原基俊（1060-1142）
  - 女子：堀川殿（?-1132）
- 妻：源為弘の娘（家女房）
  - 長男：藤原基頼（1040-1122） - 持明院家祖
- 妻：源兼長の娘
  - 五男：藤原宗通（1071-1120）
- 妻：藤原季範の娘
  - 男子：寛慶（?-1123）
- 生母不明
  - 男子：俊範
  - 男子：寛澄
  - 男子：済観
  - 女子：藤原全子（1060-1150） - 藤原師通正室（後に離縁）、准三宮、藤原忠実母

なお、通説では藤原道兼の曾孫とされている藤原宗円（宇都宮氏・八田氏などの祖）について、『中右記』の記述を根拠として正しくは俊家の息子で三井寺に入っていた人物であるとする説（野口実）が出されている。